# Acantholycosa
Acantholycosa – rodzaj pająków z rodziny pogońcowatych i podrodziny Pardosinae. Obejmuje 36 opisanych gatunków. Zamieszkują głównie palearktyczną Eurazję; tylko jeden gatunek występuje w nearktycznej Ameryce Północnej.

## Morfologia
Pająki o ciele długości od 6 do 10,8 mm i ubarwieniu od stosunkowo jasnego po niemal czarne, zwykle u samca ciemniejszym niż u samicy, najczęściej bez wyraźnego wzoru. Karapaks ma część głowową o nieco łukowatych, patrząc od góry, bokach. Oczy pary przednio-środkowej są tak duże jak oczy pary przednio-bocznej i leżą w widoku grzbietowym nieco bardziej z tyłu niż one. Wysokość nadustka wynosi mniej więcej dwukrotność szerokości oka pary przednio-środkowej. Odnóża są dość długie; stosunek długości karapaksu do długości uda pierwszej ich pary wynosi od 0,83 do 1,26. Golenie pary pierwszej i drugiej mają od 4 do 6 par kolców na stronie brzusznej.
Nogogłaszczki samca mają jednolicie ciemne cymbium oraz bulbus o szerokim, zwykle rozszerzonym w części odsiebnej embolusie, u większości gatunków zaopatrzonym w kolec lub ząbek w nasadowej ⅓. Apofiza tegularna u większości gatunków ma ramię wierzchołkowe uwstecznione, mniejsze od nasadowego (wówczas najczęściej blaszkowate lub kilowate, a rzadziej kolcowate), a nawet całkowicie zanikłe; jedynie trzy gatunki mają ramię wierzchołkowe większe od nasadowego. Apofiza terminalna zbudowana jest z dwóch części, z których jedna jest kolcowata lub walcowata ze zmodyfikowanym szczytem, a druga blaszkowata i niekiedy zredukowana. Palea może mieć blaszkowatą wypustkę, pazurkowatą lub haczykowatą apofizę na górnej krawędzi, bądź też część wierzchołkową wyciągniętą i opatrzoną drobną, trójkątną wypustką.
Genitalia samicy mają dłuższą niż szerszą płytkę płciową podzieloną na nasadowy dołek i spłaszczoną część górną. U wszystkich gatunków występuje przegroda, zwykle rozszerzona w części nasadowej. Dołek jest zawsze, przynajmniej w nasadowej części, dobrze wykształcony, ale nierzadko niemal całkiem zasłonięty przegrodą. Kieszonki przednie (apikalne) leżą z dala od dołka, nie są oddzielone przegrodą, a z wyjątkiem grupy gatunków solituda w mniejszym lub większym stopniu zlewają się ze sobą. Wulwa ma długie, nie zataczające jednak pętli, ani nie tworzące ostrych zakrętów zbiorniki nasienne.

## Rozprzestrzenienie
Rodzaj holarktyczny, ale tylko A. solituda występuje w nearktycznej Ameryce Północnej, pozostałe gatunki ograniczone są do palearktycznej Eurazji. W Europie występują trzy gatunki, z czego jeden w dwóch podgatunkach. W Polsce stwierdzono dwa spośród nich, A. lignaria i A. norvegica sudetica, oba tylko w górach. Najbogatszą, liczącą 30 gatunków faunę ma Rosja. Poza tym pięć gatunków znanych jest z Kazachstanu, a cztery z Mongolii.

## Taksonomia
Takson ten wprowadzony został w 1908 roku przez Friedricha Dahla. Gatunkiem typowym wyznaczono Lycosa sudetica, która współcześnie klasyfikowana jest jako podgatunek A. norvegica.
Do rodzaju tego zalicza się 36 opisanych gatunków:

- Acantholycosa aborigenica Zyuzin et Marusik, 1988
- Acantholycosa altaiensis Marusik, Azarkina et Koponen, 2004
- Acantholycosa azarkinae Marusik et Omelko, 2011
- Acantholycosa azheganovae (Lobanova, 1978)
- Acantholycosa azyuzini Marusik, Hippa et Koponen, 1996
- Acantholycosa dudkoromani Marusik, Azarkina et Koponen, 2004
- Acantholycosa dudkorum Marusik, Azarkina et Koponen, 2004
- Acantholycosa irinae Fomichev et Omelko, 2020
- Acantholycosa katunensis Marusik, Azarkina et Koponen, 2004
- Acantholycosa khakassica Marusik, Azarkina et Koponen, 2004
- Acantholycosa kronestedti Fomichev et Marusik, 2018
- Acantholycosa kulikovi Fomichev, 2021
- Acantholycosa levinae Marusik, Azarkina et Koponen, 2004
- Acantholycosa lignaria (Clerck, 1757) – pogoniec cętkonogi
- Acantholycosa logunovi Marusik, Azarkina et Koponen, 2004
- Acantholycosa marusiki Fomichev et Omelko, 2020
- Acantholycosa mordkovitchi Marusik, Azarkina et Koponen, 2004
- Acantholycosa norvegica (Thorell, 1872)
- Acantholycosa oligerae Marusik, Azarkina et Koponen, 2004
- Acantholycosa paraplumalis Marusik, Azarkina et Koponen, 2004
- Acantholycosa pedestris (Simon, 1876)
- Acantholycosa petrophila Marusik, Azarkina et Koponen, 2004
- Acantholycosa plumalis Marusik, Azarkina et Koponen, 2004
- Acantholycosa sayanensis Marusik, Azarkina et Koponen, 2004
- Acantholycosa sergeevi Fomichev, 2021
- Acantholycosa sidorovi Fomichev, 2021
- Acantholycosa solituda (Levi et Levi, 1951)
- Acantholycosa spinembolus Marusik, Azarkina et Koponen, 2004
- Acantholycosa sterneri (Marusik, 1993)
- Acantholycosa sundukovi Marusik, Azarkina et Koponen, 2004
- Acantholycosa tarbagataica Marusik et Logunov, 2011
- Acantholycosa vahterae Fomichev et Marusik, 2018
- Acantholycosa valeriae Omelko, Komisarenko et Marusik, 2016
- Acantholycosa voronoii Omelko et Fomichev, 2022
- Acantholycosa zinchenkoi Marusik, Azarkina et Koponen, 2004
- Acantholycosa zonsteini Marusik et Omelko, 2017